# Jaera heteropyga
Jaera heteropyga är en fjärilsart som beskrevs av Rebillard 1958. Jaera heteropyga ingår i släktet Jaera och familjen juvelvingar. Inga underarter finns listade i Catalogue of Life.